# Butylscopolamine
Wikipédia ne donne pas d'avis médical : seul un professionnel (médecin, pharmacien, etc.) est habilité à le faire.
 (septembre 2023).
Si vous disposez d'ouvrages ou d'articles de référence ou si vous connaissez des sites web de qualité traitant du thème abordé ici, merci de compléter l'article en donnant les références utiles à sa vérifiabilité et en les liant à la section « Notes et références ».
 (septembre 2023).
Améliorez-le ou discutez des points à vérifier. 

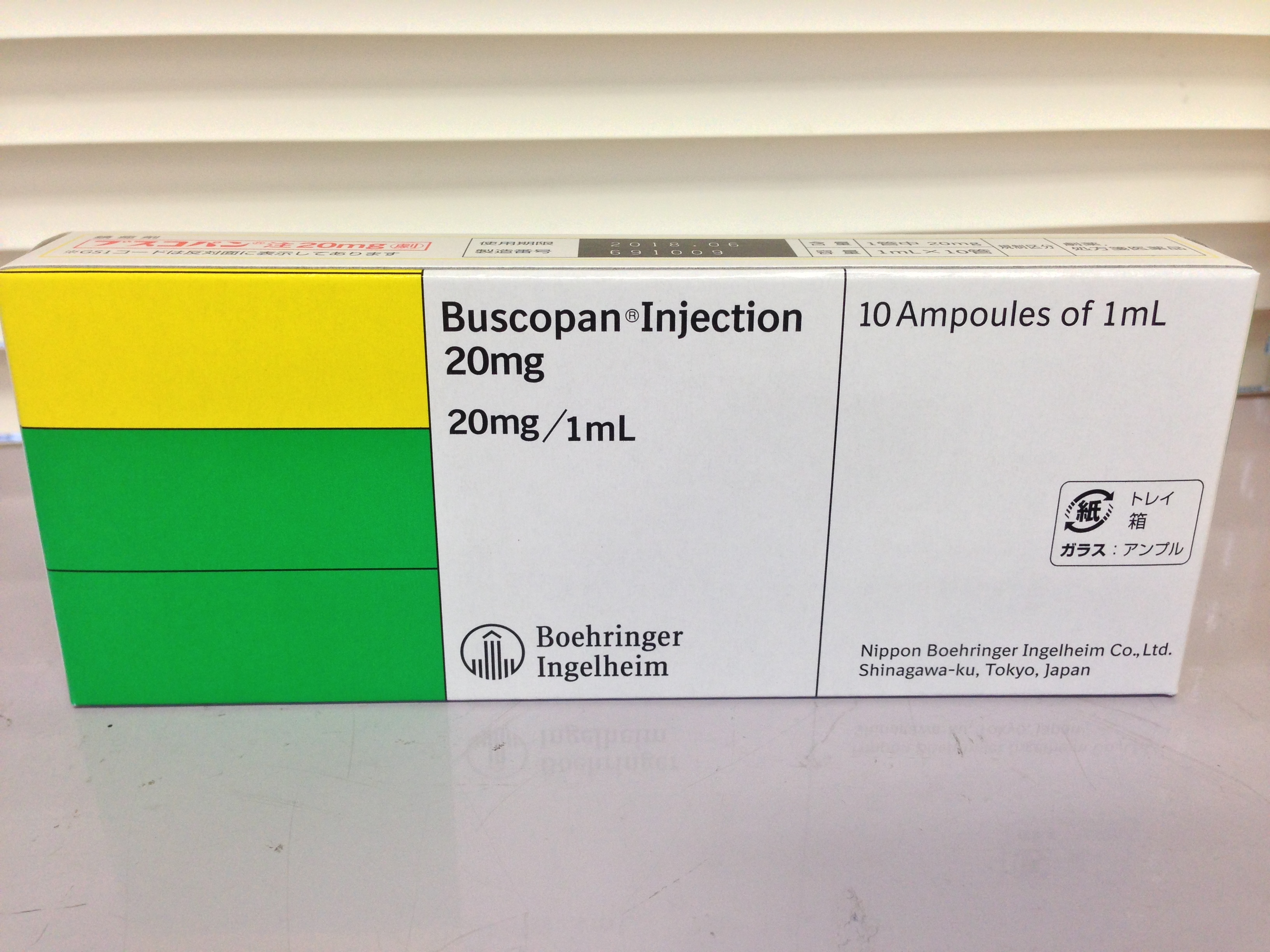
buscopan

La butylhyoscine ou butylscopolamine est un anticholinergique utilisé en cas de douleurs spastiques, par exemple dans le syndrome du côlon irritable.
On l'utilise en général sous forme de bromure (bromure de butylhyoscine = bromure de butylscopolamine = butylbromure d'hyoscine = butylbromure de scopolamine)

## Contre-indications
- Hypertrophie bénigne de la prostate (risque de rétention urinaire).
- Glaucome à angle fermé (risque d'augmentation de la pression intra-oculaire).
- Reflux gastro-œsophagien.
- Sténose du pylore.

## Effets indésirables
- Manifestations anticholinergiques (sécheresse de la bouche, palpitations, constipation et troubles de l'accommodation), déjà aux doses thérapeutiques.
- Troubles cognitifs, surtout chez les personnes âgées.

## Composés proches
- La scopolamine, composé proche mais avec le groupe butyle en moins. En Belgique, on a signalé des accidents mortels dans des préparations magistrales, à cause d'une confusion entre les deux noms [réf. nécessaire]. La scopolamine utilisée aux mêmes doses que la butylscopolamine s'avère hautement toxique.

## Divers
La butylscopolamine fait partie[Où ?] de la liste des médicaments essentiels de l'Organisation mondiale de la santé (liste mise à jour en avril 2013).